# Diadocidia cizeki
Diadocidia cizeki är en tvåvingeart som beskrevs av Sevcik 2003. Diadocidia cizeki ingår i släktet Diadocidia och familjen slemrörsmyggor. Inga underarter finns listade i Catalogue of Life.